# يهوديت ورأس هولوفيرنوس
يهوديت ورأس هولوفيرنوس هي لوحة زيتية رسمها غوستاف كليمت في عام 1901، اللوحة حالياً ضمن مقتنيات المتحف الإمبراطوري في فيينا.